# Paul-Émile Millefaut
Paul-Émile Millefaut né le 18 juillet 1847 à La Roche-de-Glun (Drôme) et mort le 3 septembre 1907 à Lyon (Rhône) est un sculpteur français.

## Biographie
Pierre-Émile Millefaut est né le 18 juillet 1847 dans la Drôme, à La Roche-de-Glun. En 1863, il entre comme élève architecte chez Pierre Bossan, qui avec Charles Dufraine et Joseph-Hugues Fabisch lui enseignent l’art, notamment celui de l’architecture. Mais bientôt le désir de voler de ses propres ailes l’emporte sur la pratique et Millefaut quitte l’architecture pour la sculpture et arrive à Lyon. En 1867, il entre à l’École des beaux-arts de Lyon et en sort lauréat en 1872, puis suit son maître Bossan.
Il quitte Lyon pour la Méditerranée, établit son atelier à La Ciotat, loin de ses amis, pendant 15 ans. En 1888, après la mort de Bossan, il retourne définitivement à Lyon où il accomplit son œuvre, notamment sa statue de Saint-Michel terrassant le dragon pour le dôme de la basilique Notre-Dame de Fourvière, dont une réplique surmonte le clocher de l’église Saint-Michel de Saint-Michel-Mont-Mercure (Vendée).
Paul-Émile Millefaut meurt le 3 septembre 1907 dans le 2e arrondissement de Lyon.

## Distinctions

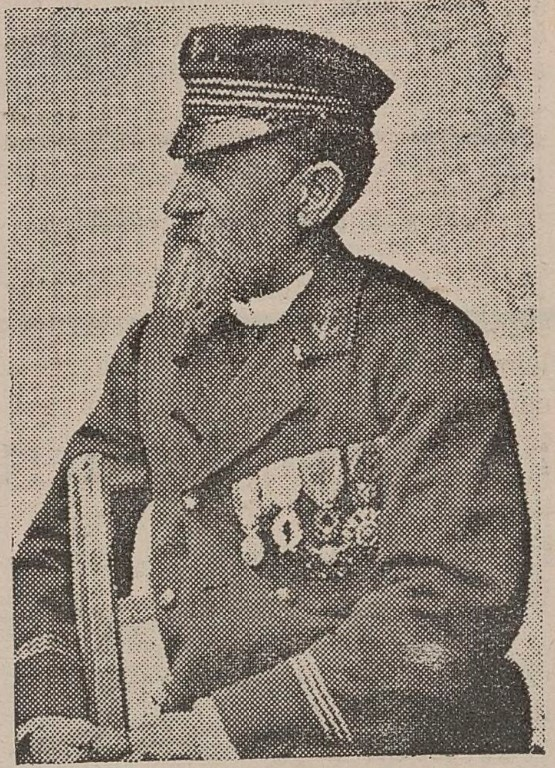
Paul-Émile Millefaut en tenue de vice-président des sauveteurs médaillés du gouvernement

- Chevalier de l'ordre de Saint-Grégoire-le-Grand en 1896[3]
- Officier de l'ordre des Palmes académiques reçue des mains de Félix Faure en 1896[4]
- Médaille d'honneur pour acte de courage et de dévouement en 1896[4]
- Officier du Nichan Iftikhar de 1882[5]

## Œuvres dans les collections publiques
- Ars-sur-Formans, basilique d'Ars : frises décoratives, 1864[7].
- Caluire-et-Cuire, chapelle Saint-Joseph : statues.
- Lyon :
  - basilique Notre-Dame de Fourvière, 1885 :
    - Saint Michel terrassant le dragon ;
    - La Mort de saint Joseph[8] ;
    - La Vierge libérant Adam et Ève ;
    - Saint Joseph à l'Enfant ;
    - Ange cariatide armé, 1891-1895, modèle en plâtre.

  - église Notre-Dame-Saint-Vincent : Couronnement de la Vierge.
  - église Sainte-Croix :
    - Saint Joseph avec saint Pierre et Paul ;
    - Vierge au Sacré-Cœur.

  - siège du journal Le Nouvelliste de Lyon, no 14 rue de la Charité : Statue de Jeanne d'Arc, 1898.
  - cimetière de Loyasse :
    - médaillon en bronze de la tombe d'André Steyert, 1907 ;
    - médaillon sur la tombe de Germain Détanger ;
- Marseille, Église Notre-Dame-du-Rosaire : Haut relief du chœur.
- Saint-Michel-Mont-Mercure, église Saint-Michel : Saint-Michel terrassant le dragon, réplique de la statue de la basilique de Fourvière à Lyon.

Œuvres de Paul-Émile Millefaut
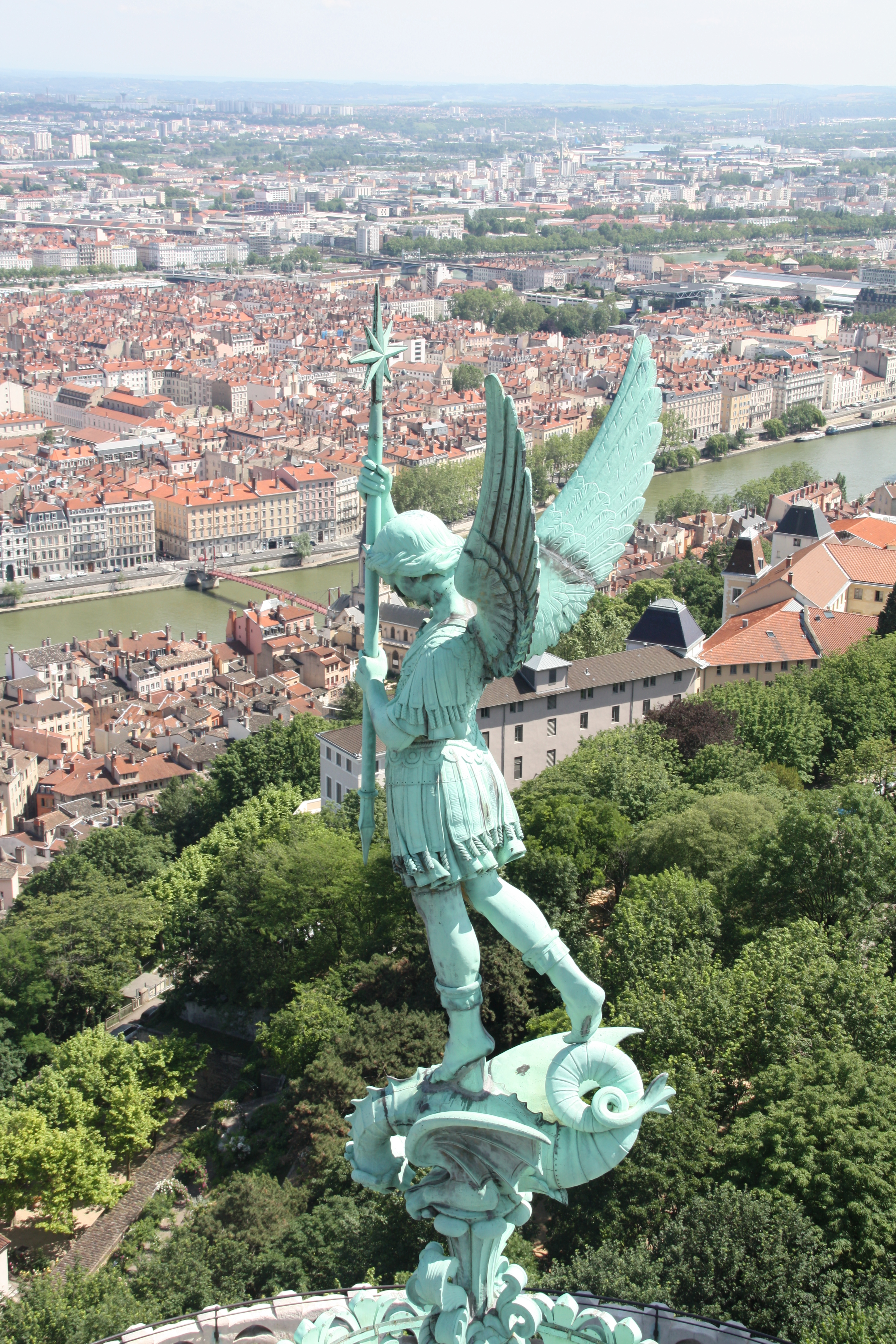
Saint-Michel terrassant le dragon (1885), Lyon, basilique Notre-Dame de Fourvière.
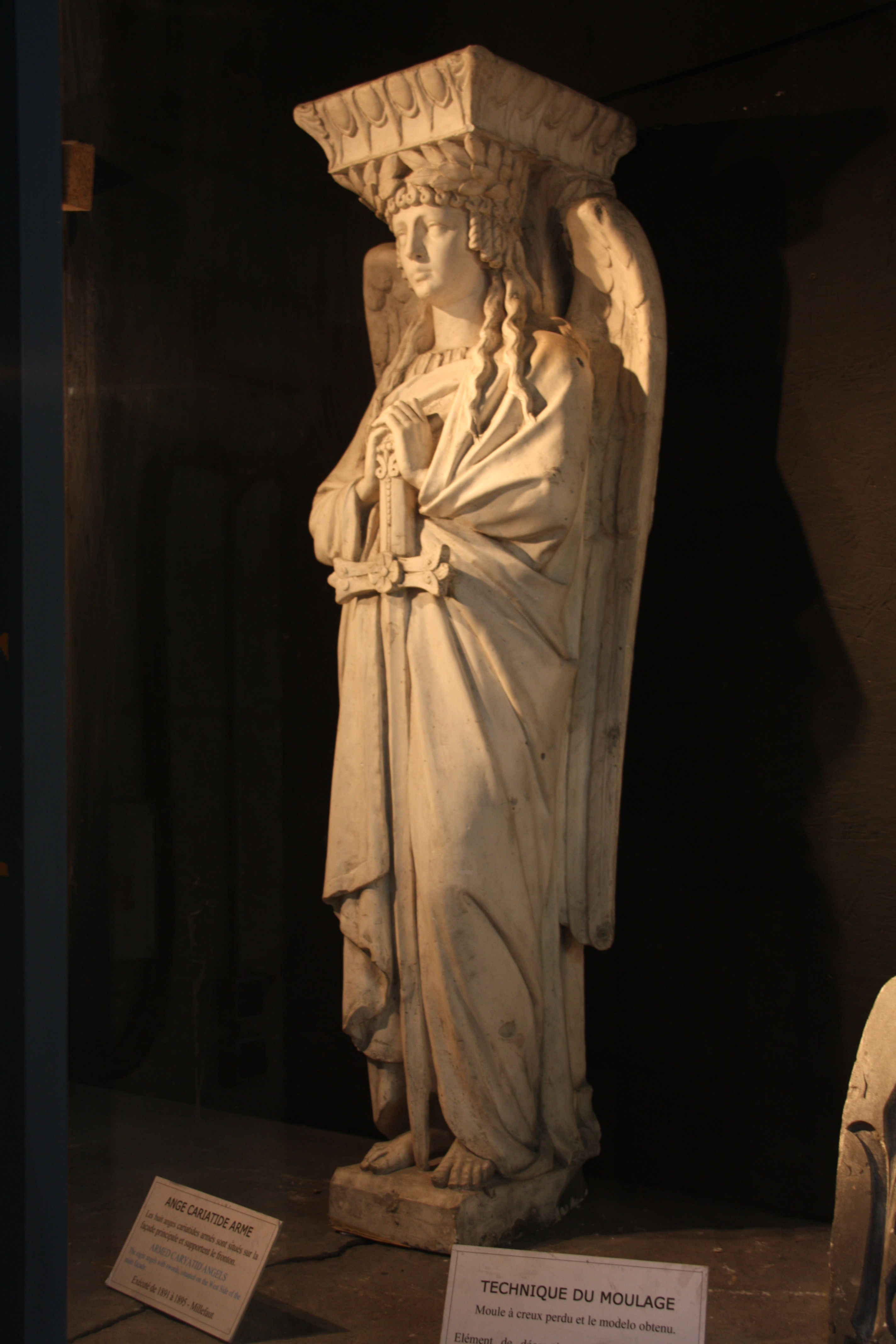
Ange cariatide armé (1891-1895), modèle en plâtre, Lyon, basilique Notre-Dame de Fourvière.
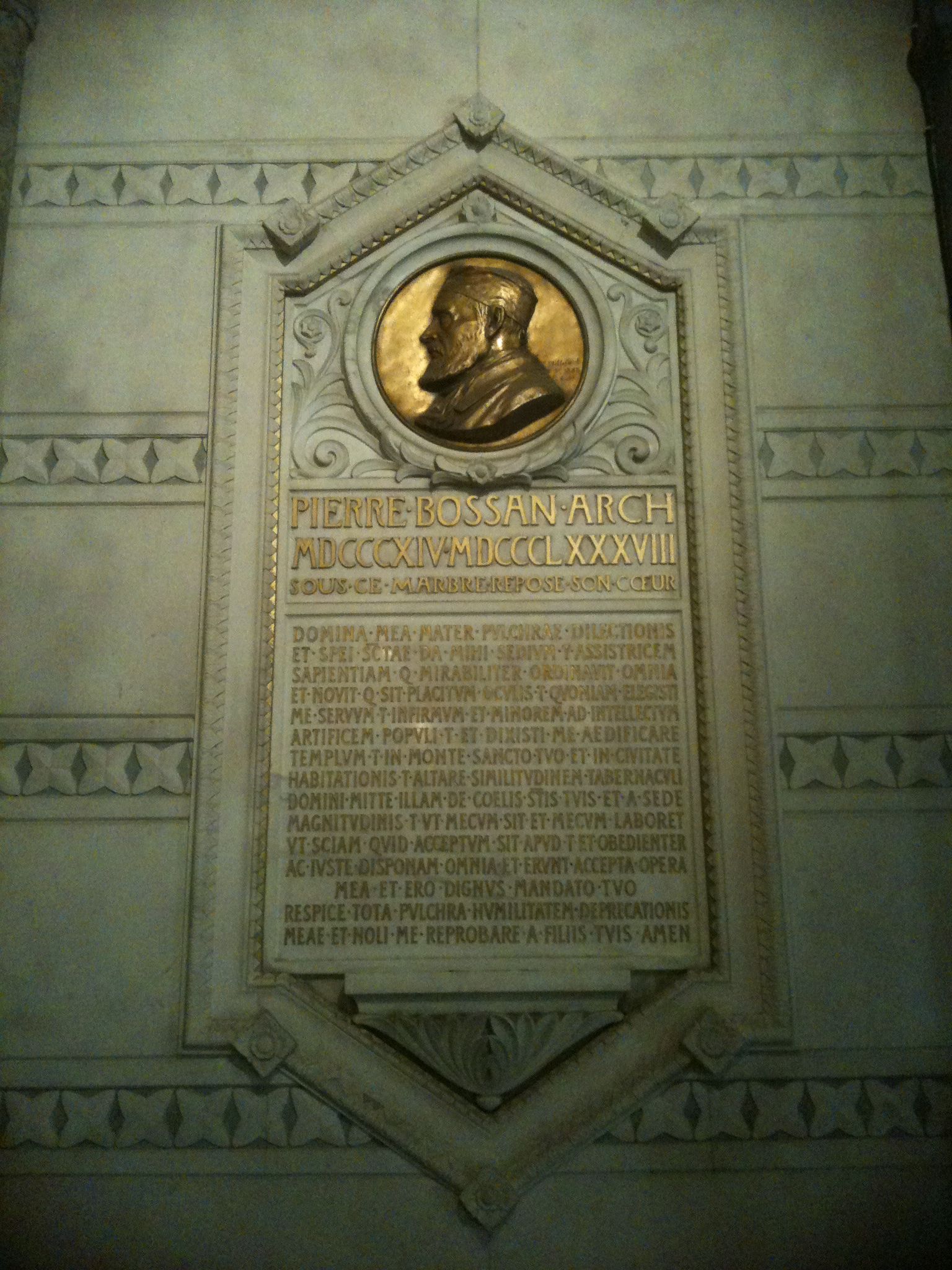
Monument à Pierre Bossan (1888), Lyon, basilique Notre-Dame de Fourvière.
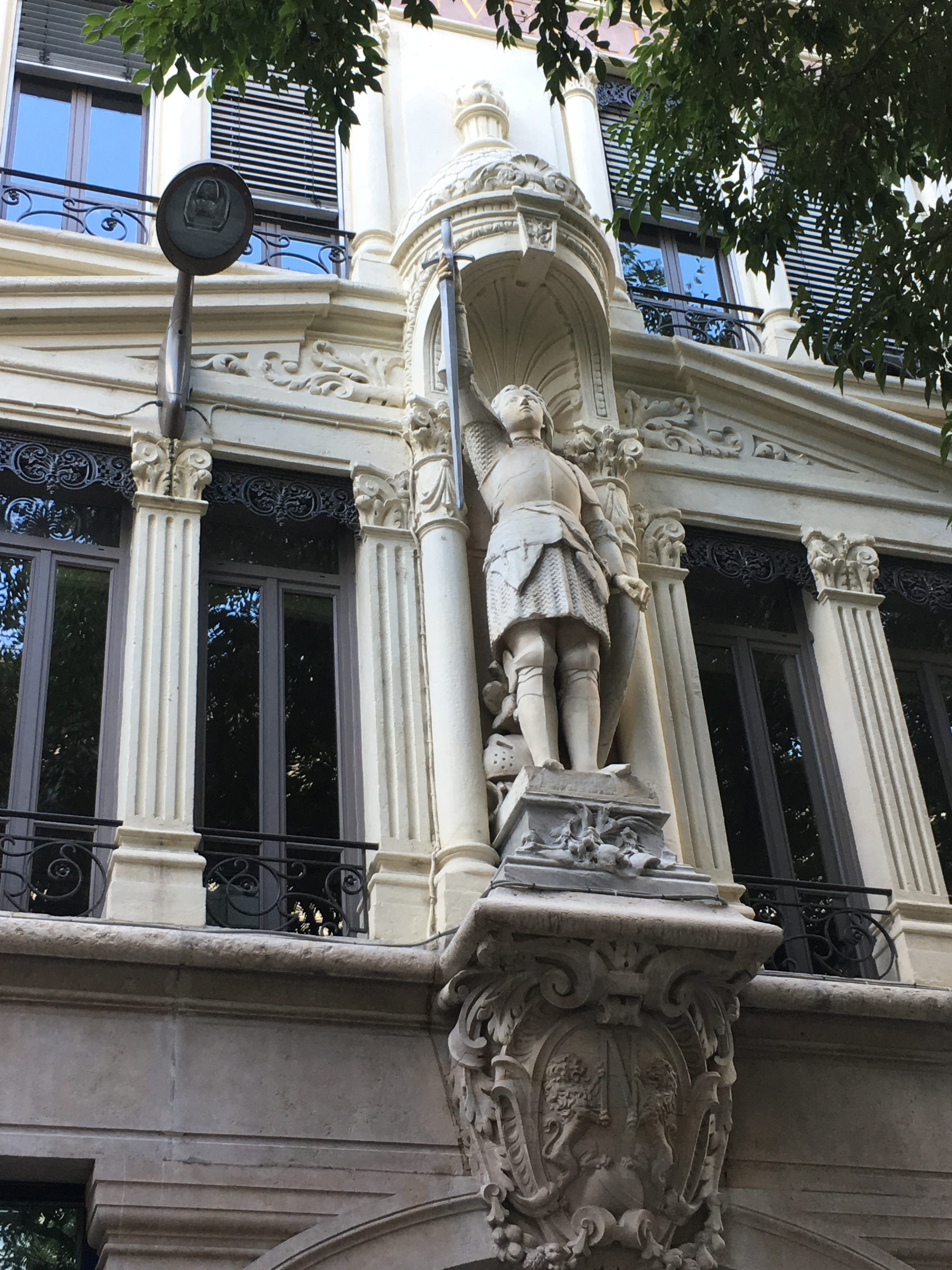
Statue de Jeanne d'Arc (1898), Lyon, immeuble du Nouvelliste de Lyon.
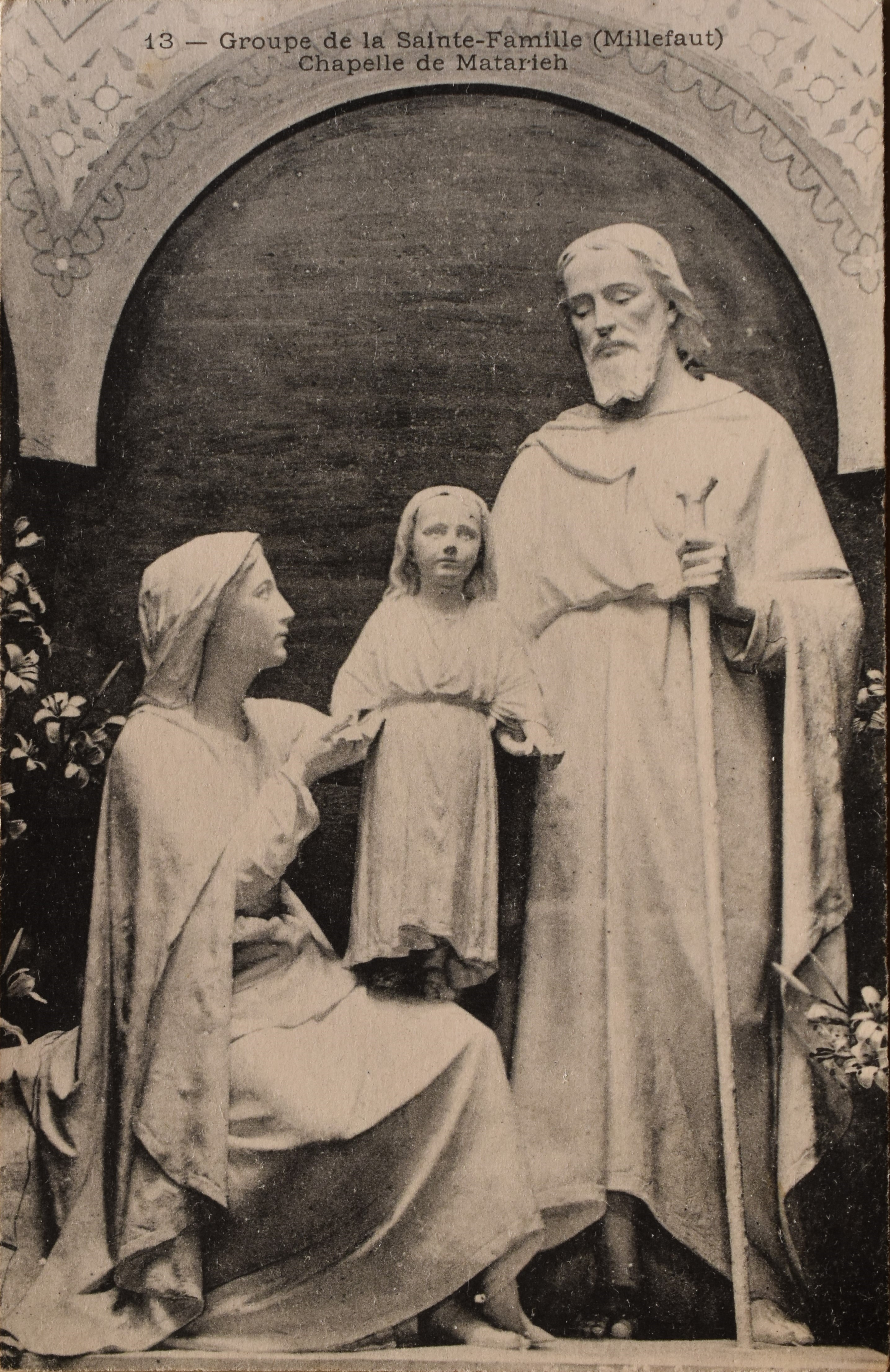
La Sainte Famille à la Chapelle de Matarieh, Egypte
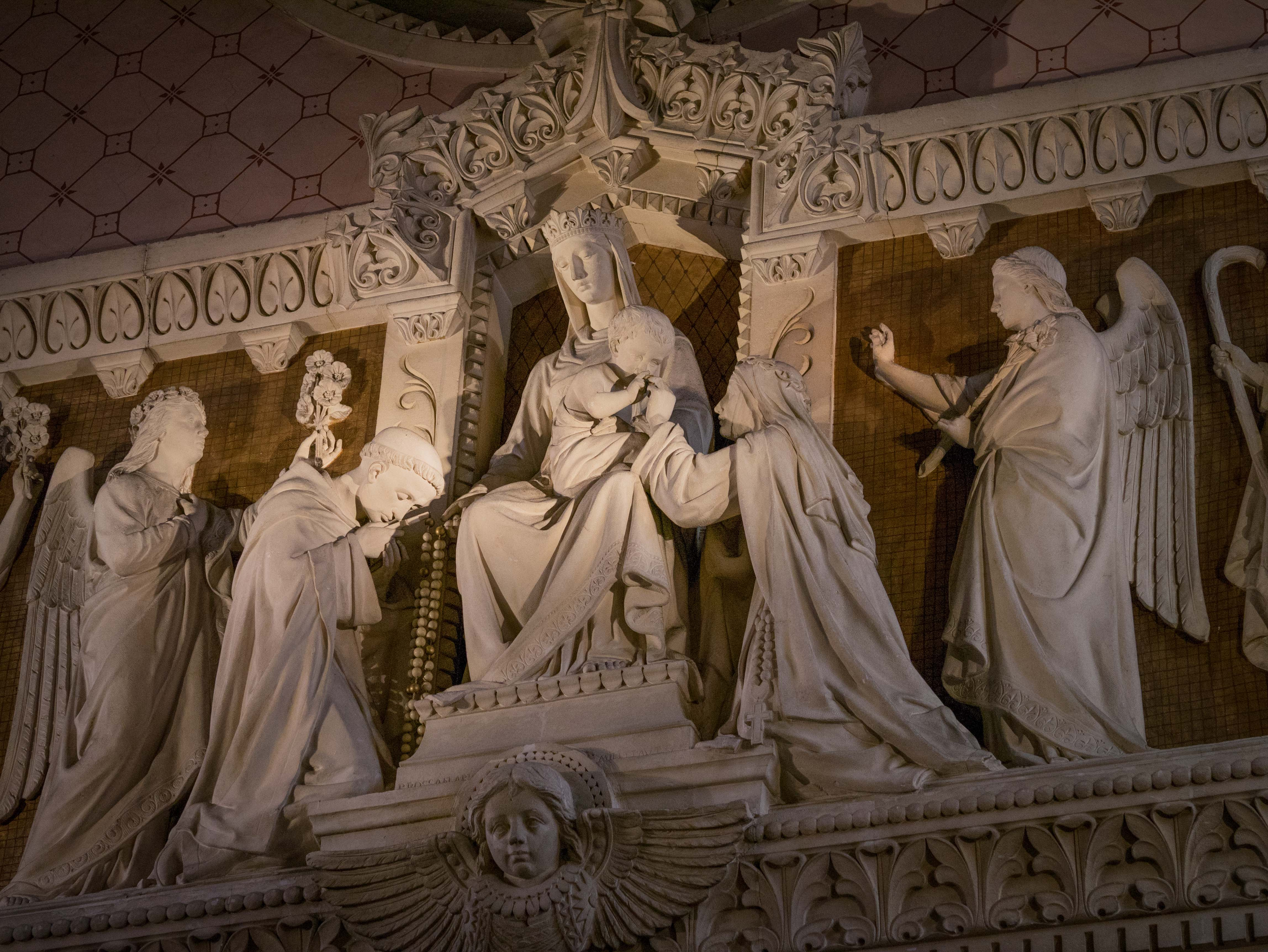
Haut relief, église des dominicains de Marseille
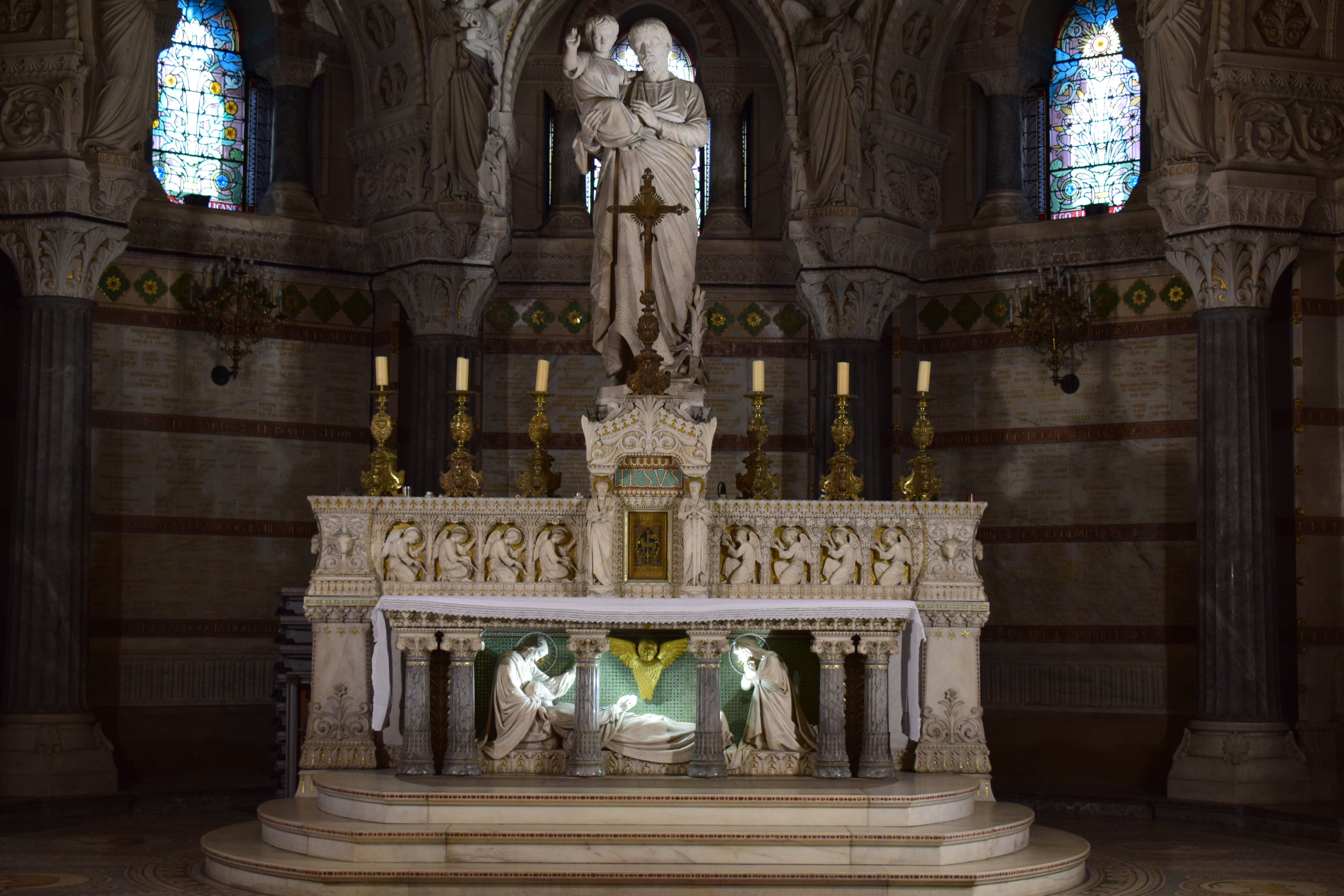
La Mort de saint Joseph (1885), groupe en marbre au pied de l'autel, Lyon, basilique Notre-Dame de Fourvière.